# 天野美穂子
天野美穂子（あまの みほこ、1976年2月24日 - ）は、関西を中心に活躍するタレント。松竹芸能に所属。血液型AB型。元OL。

## 趣味・特技
- 趣味

水泳、料理、手芸
- 特技

お花、お話、歌 、秘書士、華道未生流師範

## 現在の出演番組
- 「立原啓裕のからだにきくラジオ（火）」（ラジオ関西）

## 過去の出演番組

### テレビ
- 「らくらぶ。」（KBS京都）
- 「いのちの現場から7」（毎日放送制作・TBS系全国ネット）
- 「熱血少女@V」（読売テレビ）
- 「ワールドコレクション」（毎日放送）
- 「たべたい」（毎日放送）
- 「おしえて」（毎日放送）
- 「板東英二の欲バリ家」（毎日放送）
- 「WANTED」（毎日放送）
- 「ASIA BAGUS」 （フジテレビ）
- 「おめざめ天気」 （関西テレビ）
- 「チャリティゴルフ」（テレビ大阪）
- 「ここほれ！ワンワン」（テレビ大阪）
- 「ナイト満載テレビ」（サンテレビ）
- 「しが県株式会社」（びわ湖放送）

### ラジオ
- 「ABCミュージック21」（ABCラジオ）2001年10月～2002年9月担当
- 「TUNE!」（ABCラジオ）

### 映画
- 「ホステスNO.1」

### CM
- 「カネボウSOLIDEA MAGIC PANTY」
- 「アステル関西」
- 「京都着物文化振興会」
- 「姫路セントラルパーク」
- 「ラストリゾート」
- 「IHクッキングヒーター」
- 「タキヤ薬局」
- 「コープこうべ」
- 「大阪市工業統計調査」
- 「グンゼインナワァーム」

### 雑誌
- 「give」
- 「KANSAI1週間」（講談社）

### その他
- VP「兵庫県」
- VP「MR布団圧縮袋」